# Serie A1 1979-1980 (pallacanestro maschile)
Il campionato di Serie A1 di pallacanestro maschile 1979-1980 è stato il cinquantottesimo organizzato in Italia.
La prima fase del campionato prevede un girone all'italiana con partite di andata e ritorno. La vittoria vale 2 punti, la sconfitta 0. Alla seconda fase di play-off accedono le prime 8 classificate. Le prime 6 squadre sono automaticamente qualificate ai quarti di finale, mentre le classificate al 7° ed all'8º posto sfidano in un turno preliminare le prime 2 classificate di Serie A2. Il turno preliminare si svolge in un incontro unico, mentre quarti, semifinali e finale sono al meglio delle 3 partite.
Retrocedono in Serie A2 le ultime 4 squadre classificate.

## Stagione regolare

### Classifica
|  |     | Classifica stagione regolare 1979-1980 | Pt | G  | V  | P  | PF   | PS   |
|  | --- | -------------------------------------- | -- | -- | -- | -- | ---- | ---- |
|  | 1.  | Billy Milano                           | 44 | 26 | 22 | 4  | 2386 | 2148 |
|  | 2.  | Sinudyne Bologna                       | 40 | 26 | 20 | 6  | 2333 | 2125 |
|  | 3.  | Emerson Varese                         | 38 | 26 | 19 | 7  | 2318 | 2073 |
|  | 4.  | Arrigoni Rieti                         | 36 | 26 | 18 | 8  | 2203 | 2061 |
|  | 5.  | Gabetti Cantù                          | 36 | 26 | 18 | 8  | 2331 | 2126 |
|  | 6.  | Pinti Inox Brescia                     | 30 | 26 | 15 | 11 | 2119 | 2055 |
|  | 7.  | Grimaldi Torino                        | 28 | 26 | 14 | 12 | 2211 | 2204 |
|  | 8.  | Jollycolombani Forlì                   | 24 | 26 | 12 | 14 | 2183 | 2178 |
|  | 9.  | Antonini Siena                         | 22 | 26 | 11 | 15 | 2149 | 2247 |
|  | 10. | Scavolini Pesaro                       | 18 | 26 | 9  | 17 | 2128 | 2185 |
|  | 11. | Superga Mestre                         | 18 | 26 | 9  | 17 | 2038 | 2167 |
|  | 12. | Acqua Fabia Roma                       | 14 | 26 | 7  | 19 | 2192 | 2371 |
|  | 13. | Isolabella Milano                      | 14 | 26 | 7  | 19 | 2333 | 2535 |
|  | 14. | Eldorado Lazio                         | 2  | 26 | 1  | 25 | 2162 | 2611 |

## Play-off

### Ottavi di finale
| 28 febbraio 1980 | Mercury Bologna | 71 – 76 | Grimaldi Torino |  |

| 28 febbraio 1980 | Jollycolombani Forlì | 81 – 74 | Pagnossin Gorizia |  |

### Fase finale
|  | Quarti di finale | Quarti di finale     | Quarti di finale | Quarti di finale | Quarti di finale |  |  | Semifinali | Semifinali       | Semifinali    | Semifinali       | Semifinali       |    |    | Finale | Finale        | Finale        | Finale | Finale |  |
|  |                  |                      |                  |                  |                  |  |  |            |                  |               |                  |                  |    |    |        |               |               |        |        |  |
|  | 1                | Billy Milano         | 87               | 73               | 96               |  |  |            |                  |               |                  |                  |    |    |        |               |               |        |        |  |
|  | 8                | Jollycolombani Forlì | 91               | 71               | 65               |  |  | 1          | Billy Milano     | Billy Milano  | 95               | 75               |    |    |        |               |               |        |        |  |
|  | 4                | Arrigoni Rieti       | 81               | 72               | 74               |  |  | 5          | Gabetti Cantù    | Gabetti Cantù | 100              | 76               |    |    |        |               |               |        |        |  |
|  | 5                | Gabetti Cantù        | 79               | 105              | 75               |  |  |            |                  |               |                  |                  |    |    | 5      | Gabetti Cantù | Gabetti Cantù | 89     | 88     |  |
|  | 3                | Emerson Varese       | 98               | 89               | 108              |  |  |            |                  | 2             | Sinudyne Bologna | Sinudyne Bologna | 94 | 91 |        |               |               |        |        |  |
|  | 6                | Pinti Inox Brescia   | 70               | 95               | 78               |  |  | 3          | Emerson Varese   | 75            | 96               | 81               |    |    |        |               |               |        |        |  |
|  | 7                | Grimaldi Torino      | 84               | 88               | 81               |  |  | 2          | Sinudyne Bologna | 94            | 75               | 97               |    |    |        |               |               |        |        |  |
|  | 2                | Sinudyne Bologna     | 87               | 67               | 94               |  |  |            |                  |               |                  |                  |    |    |        |               |               |        |        |  |

## Spareggio salvezza
| Milano 1º marzo 1980 | Scavolini Pesaro | 71 – 70 | Superga Mestre |  |

## Verdetti
- Campione d'Italia:  Sinudyne Bologna

Formazione: Krešimir Ćosić, Jim McMillian, Gianni Bertolotti, Carlo Caglieris, Pietro Generali, Ugo Govoni, Maurizio Pedretti, Piero Valenti, Renato Villalta, Ferdinando Possemato, Mario Martini, Massimo Marchetti. Allenatore: Terry Driscoll.
- Retrocessioni in Serie A2: Superga Mestre, Acqua Fabia Roma, Isolabella Milano, Eldorado Lazio.